# 坂井雄吉
坂井 雄吉（さかい ゆうきち、1931年11月24日 - 2009年12月15日）は、日本の政治学者。専門は日本政治史。

## 略歴・人物
1931年、三重県生まれ。東京大学法学部卒業後、大学院社会科学研究科に進学し、岡義武に師事。同博士課程を満期退学後、東京大学法学部および同附属近代日本法政史料センターで助手、助教授を長らく務める。1990年に大東文化大学法学部教授に就任、2002年に同退職。
東京大学法学部では、いわばアーキビストとして明治以降の政治家や法律家に関係する文書の収集・整理に携わり、近代日本の政治史・法制史の史料に精通した。研究面では明治期の政治史を専門とし、井上毅、陸羯南等に関する論考を発表した。

## 著作

### 編著書
- （共編）『近衛篤麿日記』全六巻（鹿島研究所出版会、1968-1969年）
- 『井上毅と明治国家』（東京大学出版会、1983年）
- （石井紫郎らと共編）“Fast wie mein eigen Vaterland : Briefe aus Japan 1886-1889 / Albert und Lina Mosse”（München: Iudicium, 1995; アルバート・モッセの書簡集）

### 論文
- 「近衛篤麿と明治三〇年代の対外硬派」国家学会雑誌83巻3･4号、1970年
- 「明治憲法と伝統的国家観」石井紫郎編『日本近代法史講義』（青林書院新社、1974年）所収
- 「明治二十二年の町村合併とモッセ」大東法学19号、1992年
- 「陸羯南と地方自治」大東法学36号、2001年
- 「「国民論派」の使命: 陸羯南の初期政論をめぐって（1-4･完）」大東法学46、47、48、50号、2005-2007年

など